# Mesocorethra levis
Mesocorethra levis är en tvåvingeart som beskrevs av Kalugina 1993. Mesocorethra levis ingår i släktet Mesocorethra och familjen tofsmyggor. Inga underarter finns listade i Catalogue of Life.